# Mai-Krise 1958 (Frankreich)
Die Mai-Krise 1958 (französisch Crise de mai 1958), auch bekannt als der Putsch von Algier oder der Staatsstreich vom 13. Mai, war eine politische Krise in Frankreich während des Algerienkriegs (1954–1962). Die Ereignisse führten zum Sturz der Vierten Republik und zur Gründung der Fünften Republik, die unter der Führung von Charles de Gaulle stand, der nach zwölfjähriger politischer Abwesenheit an die Macht zurückkehrte.
Die Krise begann am 13. Mai 1958 mit einem politischen Aufstand in Algier, der sich rasch zu einem militärischen Putsch entwickelte. Die Bewegung wurde von einer Koalition unter der Leitung des Abgeordneten und Reserveoffiziers der Luftlandetruppen Pierre Lagaillarde sowie den Generälen Raoul Salan, Edmond Jouhaud, Jean Gracieux und Jacques Massu sowie Admiral Philippe Auboyneau, dem Kommandeur der Mittelmeerflotte, organisiert. Unterstützung erhielten sie vom ehemaligen Generalgouverneur von Algerien, Jacques Soustelle, und dessen Aktivisten.
Ziel des Putsches war es, die Bildung der neuen Regierung unter Pierre Pflimlin zu verhindern und eine politische Wende zugunsten der rechten Befürworter eines französischen Algeriens zu erzwingen.

## Kontext
Wiederkehrende Kabinettskrisen lenkten die Aufmerksamkeit auf die inhärente Instabilität der Vierten Republik und verstärkten die Bedenken der Französischen Armee und der Pieds-noirs (europäische Algerier), dass die Sicherheit Französisch-Algerien, eines Übersee-Départements Frankreichs, durch die Parteienpolitik untergraben wurde. Die Kommandeure der Armee ärgerten sich über das, was sie als unzureichende und inkompetente Unterstützung der Regierung für die militärischen Bemühungen zur Beendigung des Krieges ansahen. Das Gefühl war weit verbreitet, dass eine weitere Katastrophe wie die in Indochina 1954 bevorstand und dass die Regierung einen weiteren überhasteten Rückzug anordnen und die französische Ehre politischen Opportunitäten opfern würde.

## Der Putsch
Nach seiner Amtszeit als Generalgouverneur war Jacques Soustelle nach Frankreich zurückgekehrt, um die Unterstützung für de Gaulles Rückkehr an die Macht zu organisieren, während er enge Verbindungen zur Armee und zu den Siedlern hielt. Anfang 1958 hatte er einen Staatsstreich organisiert, der abweichende Offiziere der Armee und Kolonialbeamte mit sympathisierenden Gaullisten zusammenbrachte. Am 13. Mai ergriffen rechtsextreme Elemente in Algier die Macht und riefen eine Regierung der öffentlichen Sicherheit unter General de Gaulle aus. Massu wurde Vorsitzender des Ausschusses für öffentliche Sicherheit und einer der Anführer des Aufstandes. General Salan übernahm die Führung eines Ausschusses für öffentliche Sicherheit, der die zivile Autorität ersetzen sollte, und drängte die Junta zu der Forderung, dass de Gaulle von Präsident René Coty mit der Leitung einer Regierung der nationalen Einheit betraut werde, die mit außergewöhnlichen Vollmachten ausgestattet sei, um die "Aufgabe Algeriens" zu verhindern. Salan kündigte im Radio an, dass die Armee "vorläufig die Verantwortung für das Schicksal von Französisch-Algerien übernommen habe". Unter dem Druck von Massu erklärte Salan am 15. Mai vom Balkon des Regierungsgebäudes in Algier: Vive de Gaulle!. Zwei Tage später antwortete de Gaulle, dass er bereit sei, die "Vollmachten der Republik" zu übernehmen. Viele waren besorgt, da sie diese Antwort als Unterstützung für die Armee interpretierten.:373–416
Bei einer Pressekonferenz am 19. Mai erklärte de Gaulle erneut, dass er dem Land zur Verfügung stehe. Als ein Journalist die Bedenken einiger ansprach, die fürchteten, er könnte die Bürgerrechte verletzen, entgegnete de Gaulle vehement:

„Habe ich das jemals getan? Ganz im Gegenteil, ich habe sie wiederhergestellt, als sie verschwunden waren. Wer glaubt ehrlich, dass ich mit 67 Jahren eine Karriere als Diktator beginnen würde?“

Am 24. Mai landeten französische Fallschirmjäger aus Algerien in Korsika per Flugzeug und nahmen die französische Insel in einer blutlosen Aktion namens "Opération Corse" ein. Anschließend wurden in Algerien Vorbereitungen für die "Operation Wiederauferstehung" getroffen, deren Ziel die Einnahme von Paris und die Absetzung der französischen Regierung war, durch den Einsatz von Fallschirmjägern und gepanzerten Kräften aus Rambouillet. "Operation Wiederauferstehung" sollte durchgeführt werden, wenn eines von drei Szenarien eintrat: wenn de Gaulle nicht vom Parlament als Führer Frankreichs bestätigt wurde, wenn de Gaulle militärische Hilfe anforderte, um die Macht zu übernehmen, oder wenn es Anzeichen gab, dass die Französische Kommunistische Partei in Frankreich die Macht übernehmen wollte.
Politische Führer unterschiedlicher Richtungen stimmten der Rückkehr des Generals an die Macht zu, mit den bemerkenswerten Ausnahmen von François Mitterrand, einem Minister in der Sozialistischen Regierung unter Guy Mollet, Pierre Mendès-France (Mitglied der Radikal-Socialistischen Partei, ehemaliger Premierminister), Alain Savary (ebenfalls Mitglied der SFIO), und der Kommunistischen Partei. Der Philosoph Jean-Paul Sartre, ein bekannter Atheist, sagte: „Ich würde lieber für Gott stimmen“, da dieser zumindest bescheidener als de Gaulle wäre. Mendès-France und Savary, die sich gegen die Unterstützung ihrer jeweiligen Parteien für de Gaulle stellten, gründeten 1960 gemeinsam die Parti socialiste autonome (PSA, Autonome Sozialistische Partei), den Vorläufer der Parti socialiste unifié (PSU, Vereinigte Sozialistische Partei).

## De Gaulles Rückkehr an die Macht (29. Mai 1958)

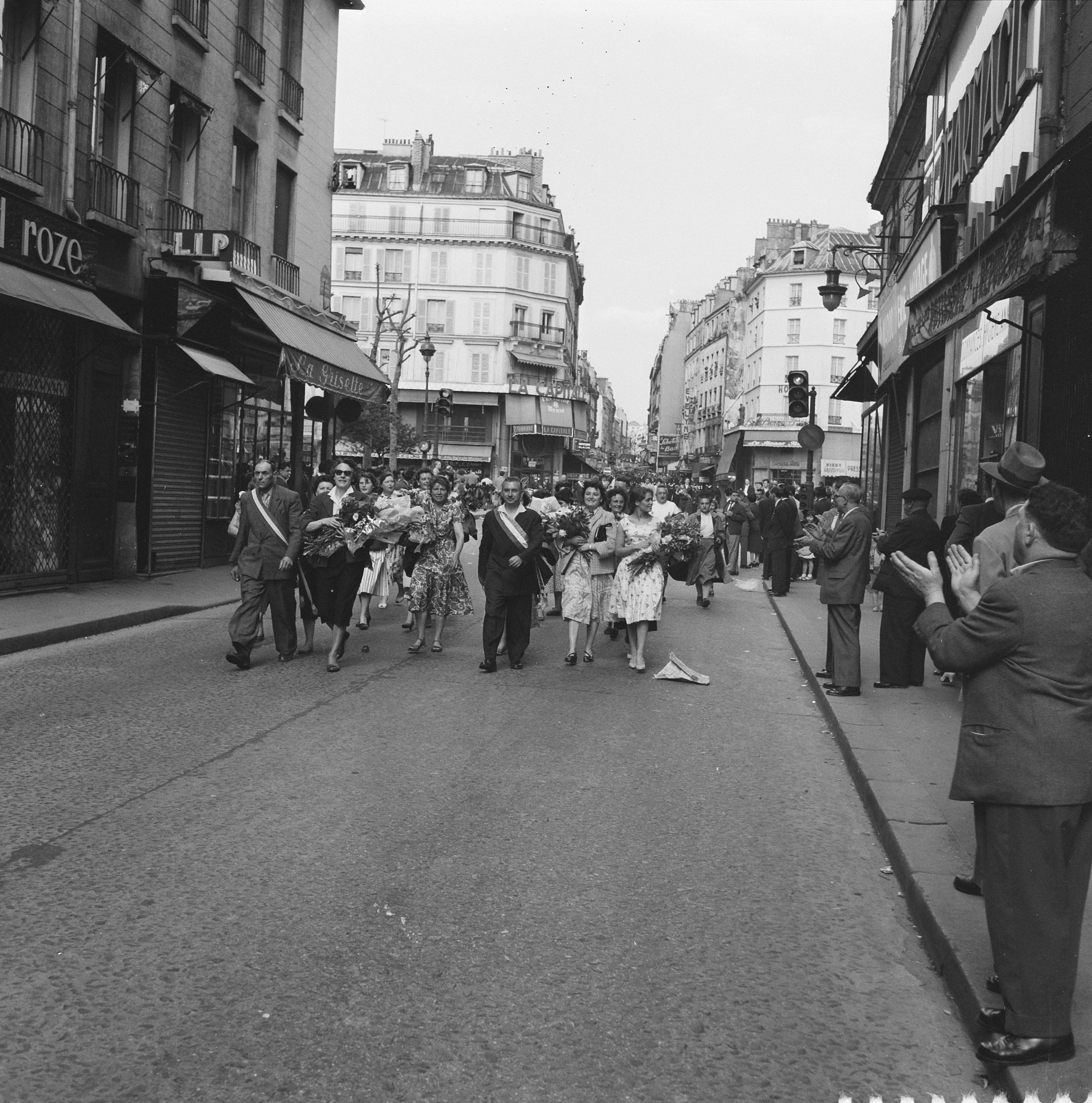
Demonstration am rue du Faubourg-du-Temple in Paris am 1. Juni

Am 29. Mai informierte Präsident René Coty das Parlament, dass sich die Nation am Rande eines Bürgerkriegs befinde, und wandte sich daher "an den bekanntesten der Franzosen, an den Mann, der in den dunkelsten Jahren unserer Geschichte unser Führer für die Wiedererlangung der Freiheit war und der die Diktatur ablehnte, um die Republik wiederherzustellen. Ich bitte General de Gaulle, mit dem Staatsoberhaupt zu konsultieren und zu prüfen, was im Rahmen der republikanischen Legalität erforderlich ist, um sofort eine Regierung der nationalen Sicherheit zu bilden und was in relativ kurzer Zeit für eine tiefgehende Reform unserer Institutionen unternommen werden kann." De Gaulle nahm Cotys Vorschlag unter der Bedingung an, dass eine neue Verfassung eingeführt werde, die eine starke Präsidentschaft schaffen sollte, in der ein alleiniger Exekutivchef, der erste war er selbst, für sieben Jahre regieren sollte. Eine weitere Bedingung war, dass ihm außergewöhnliche Vollmachten für eine Dauer von sechs Monaten gewährt werden.
De Gaulles neu gebildetes Kabinett wurde am 1. Juni 1958 von der Nationalversammlung mit 329 Stimmen gegen 224 genehmigt, während ihm die Macht zur Regierungsführung durch Ordonnanzen für sechs Monate sowie die Aufgabe, eine neue Verfassung auszuarbeiten, übertragen wurde.
Die Krise vom Mai 1958 zeigte, dass die Vierte Republik 1958 keine Unterstützung mehr von der französischen Armee in Algerien hatte und selbst in zivilen politischen Angelegenheiten ihrem Einfluss ausgeliefert war. Dieser entscheidende Machtwechsel in den zivil-militärischen Beziehungen in Frankreich im Jahr 1958 und die Drohung mit Gewalt waren der Hauptfaktor für die Rückkehr de Gaulles an die Macht in Frankreich.

### Die neue Verfassung

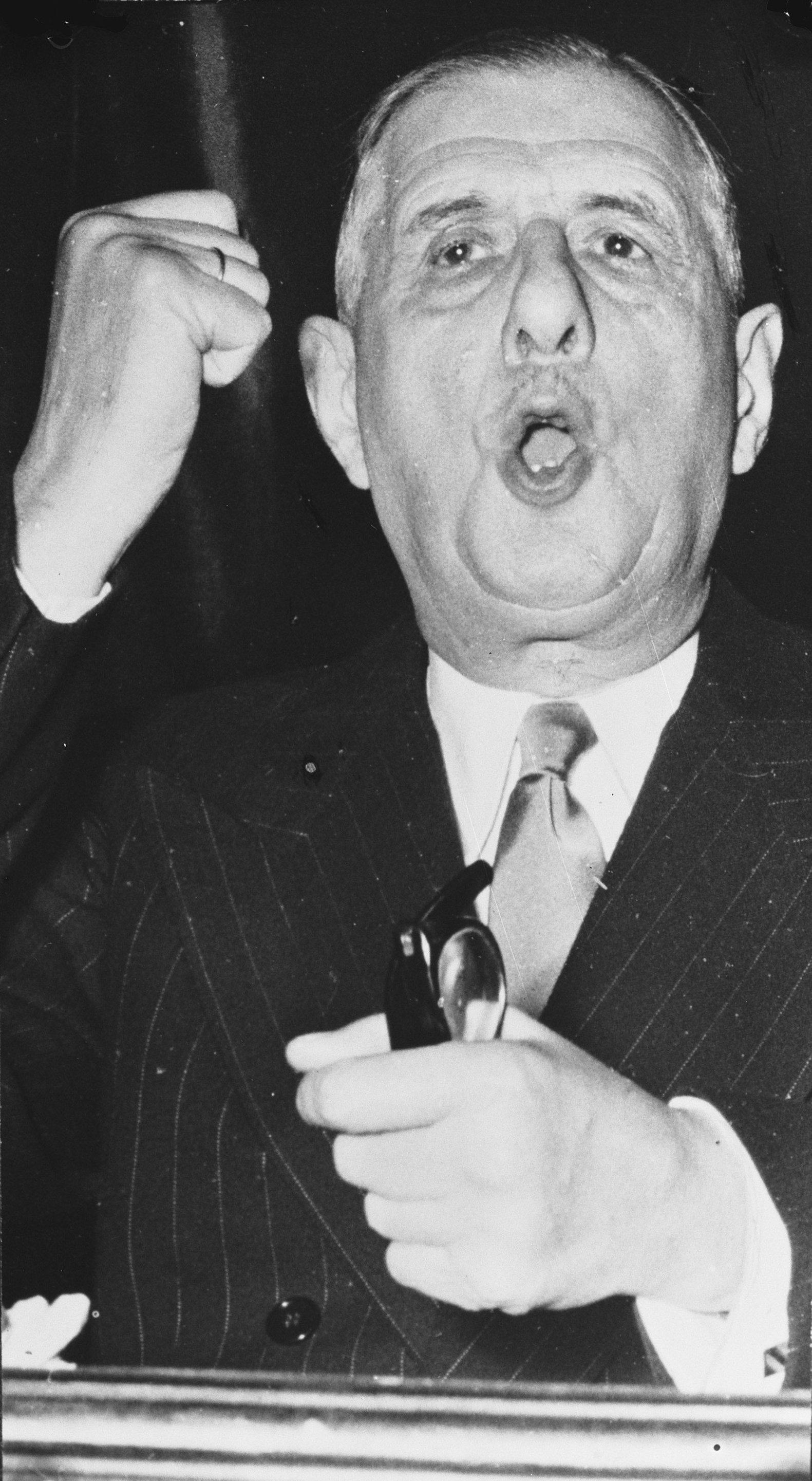
Charles de Gaulle, 1958 abgebildet

De Gaulle machte die Institutionen der Vierten Republik für die politische Schwäche Frankreichs verantwortlich – eine Deutung, die auch heute noch populär ist. Da er die neue Verfassung in Auftrag gab und für deren Rahmen verantwortlich war, wird de Gaulle manchmal als der Autor der Verfassung beschrieben, obwohl der Entwurf während des Sommers 1958 effektiv vom Gaullisten Michel Debré erstellt wurde. Der Entwurf folgte eng den Vorschlägen in de Gaulles Reden von Bayeux aus dem Jahr 1946, was zu einer starken Exekutive und einem eher präsidialen Regime führte – der Präsident erhielt die Verantwortung zur Leitung des Ministerrats, sowie die Einführung von Artikel 16, der dem Präsidenten "außergewöhnliche Vollmachten" im Falle der Ausrufung eines Notstandes gewährte, und die Bikameralismus.
Obwohl die meisten Politiker de Gaulle unterstützten, denunzierte Mitterrand, der die neue Verfassung ablehnte, 1964 berüchtigt "einen permanenten Staatsstreich". Am 28. September 1958 fand ein Referendum statt, bei dem 79,2 % der Wähler die neue Verfassung und die Schaffung der Fünften Republik unterstützten. Die Kolonien (Algerien war offiziell drei Départements von Frankreich und keine Kolonie) hatten die Wahl zwischen sofortiger Unabhängigkeit und der neuen Verfassung. Alle Kolonien stimmten für die neue Verfassung und den Ersatz der Französischen Union durch die Französische Gemeinschaft, außer Guinea, das damit zur ersten französischen afrikanischen Kolonie wurde, die ihre Unabhängigkeit erhielt, allerdings auf Kosten der sofortigen Einstellung aller französischen Hilfen.:407
De Gaulle wurde am 21. Dezember 1958 durch indirekte Wahl zum Präsidenten der Französischen Republik und der Afrikanischen und Malgassischen Gemeinschaft gewählt. Die Amtseinführung fand am 8. Januar 1959 statt. In der Zwischenzeit hatte de Gaulle am 14. September 1958 den deutschen Bundeskanzler Konrad Adenauer in seinem Heimatort Colombey-les-Deux-Églises getroffen; am 17. September 1958 hatte er ein Memorandum an den US-Präsidenten Dwight D. Eisenhower geschickt, in dem er seinen Willen zur nationalen Unabhängigkeit bekräftigte; außerdem ergriff er am 27. Dezember 1958 Finanzmaßnahmen zur Verringerung des Staatsdefizits und rief im Oktober 1958 in Algerien zur "Friedenspolitik der Tapferen" (paix des braves) auf.